# Droplaugarsona saga

Droplaugarsona saga est l'une des sagas des Islandais, probablement écrite au début du XVe siècle. Elle raconte la vie d'adultes de deux fils de Droplaug, Grimr et de Helgi, qui sont aussi apparus dans la Fljótsdæla saga. Les histoires des deux sagas se superposent parfois, et dans certains cas l'une contredit l'autre dans les détails. Cela n'est pas inhabituel dans une saga islandaise.